# Tarczówka krążkowata

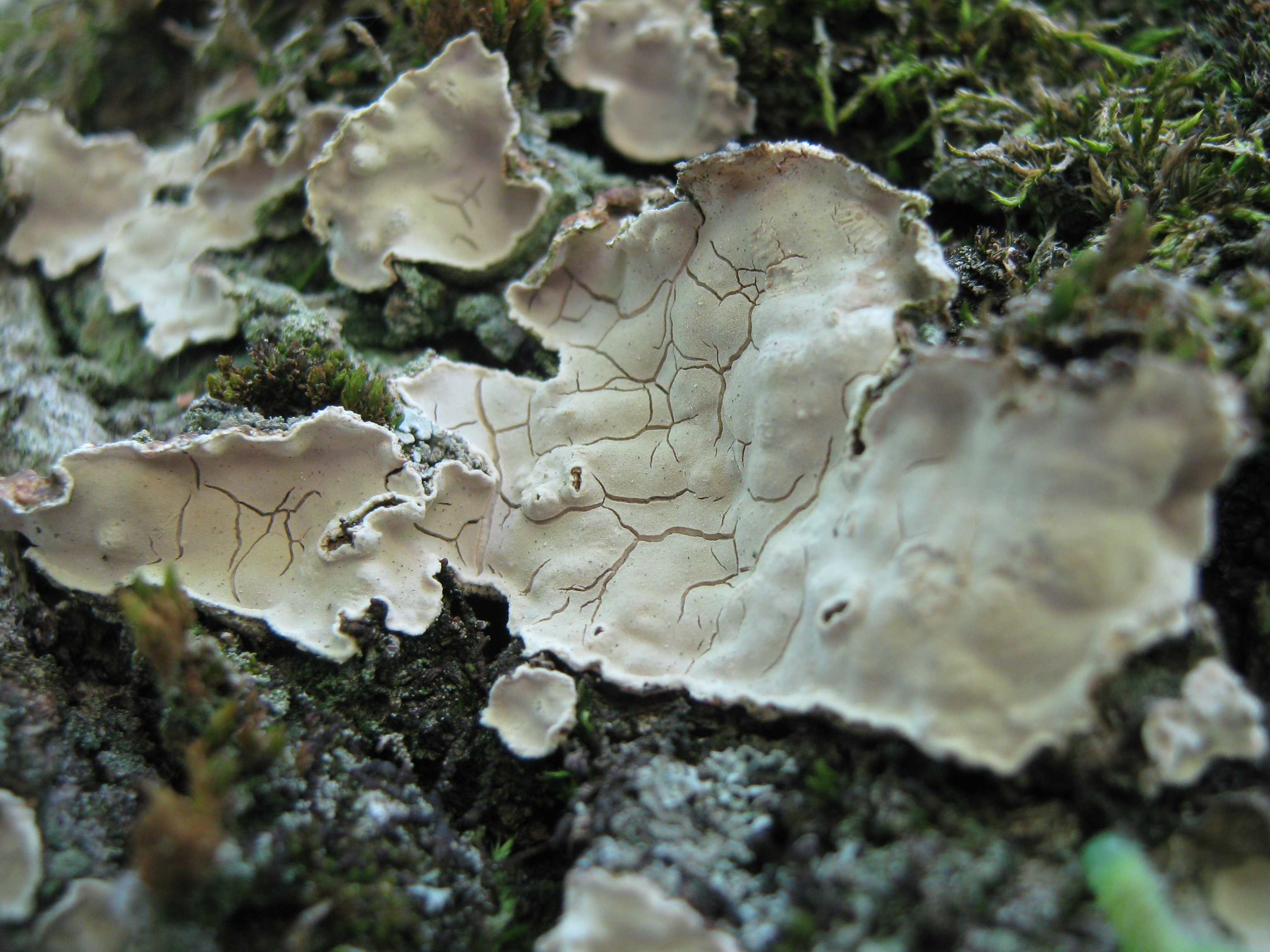

Tarczówka krążkowata (Aleurodiscus disciformis (DC.) Pat.) – gatunek grzybów z rodziny skórnikowatych (Stereaceae).

## Systematyka i nazewnictwo
Pozycja w klasyfikacji według Index Fungorum: Aleurodiscus, Stereaceae, Russulales, Incertae sedis, Agaricomycetes, Agaricomycotina, Basidiomycota, Fungi.
Po raz pierwszy opisał go w 1815 r. Augustin Pyramus de Candolle nadając mu nazwę Thelephora discoformis. Obecną, uznaną przez Index Fungorum nazwę nadał mu w 1894 r. Narcisse Théophile Patouillard.
Ma 9 synonimów. Niektóre z nich:
- Aleurocystidiellum disciforme (DC.) Boidin, Terra & Lanq. 1968
- Peniophora borealis (Peck) Burt, 1926[2].

W 1889 r. Franciszek Błoński nadał mu polską nazwę skórnik tarczowaty, w 1983 r. Barbara Gumińska i Władysław Wojewoda zmienili ją na tarczówka krążkowata, w 2003 r. W. Wojewoda zaproponował nazwę tarczóweczka krążkowata. Spójna z nazwą naukową jest nazwa tarczówka krążkowata

## Morfologia
Owocnik
Rozpostarty, lub rozpostarto-odgięty, o szerokości 2–4 cm i grubości ok. 1 mm, kształtem dopasowujący się do pęknięć kory drzewa na których żyje, z wiekiem popękany. Brzeg nie przyrośnięty, a czasami odgięty. Powierzchnia hymenialna gładka, czasem z małymi guzkami, w kolorze białawo-żółtoszarawym. Powierzchnia zewnętrzna kremowo-brązowa, lekko strefowana.
Cechy mikroskopowe
Zarodniki 12,8–20,1 × 8,8–15,5, Q = 1,7. Gleocystydy 46,8–104.6 × 3,3–11,5, Q = 5,6.

## Występowanie
Tarczówka krążkowata występuje w Ameryce Północnej, Europie i Azji. Najwięcej stanowisk podano w Europie. W Polsce W. Wojewoda w 2003 r. przytoczył 4 stanowiska. Znajduje się na Czerwonej liście roślin i grzybów Polski. Ma kategorię E – gatunek wymierający, którego przeżycie jest mało prawdopodobne, jeśli nadal będą działać czynniki zagrożenia.
Nadrzewny grzyb saprotroficzny. Występuje w lasach liściastych i mieszanych na starych, żywych pniach oraz na pniakach dębów.